# Christiane Stang-Voß
Christiane Stang-Voß, geborene Voß (* 27. Februar 1938 in Friedrichshafen), ist eine deutsche Biologin und Hochschullehrerin.

## Leben
Nach ihrem Abitur im Jahr 1957 in Ravensburg studierte Christiane Voß bis 1966 Biologie, Geographie und Leibeserziehung an den Universitäten in Tübingen, Mainz, Freiburg i.Br. und in Frankfurt a. M.
Zugleich war Voß aktive Leichtathletin und vertrat den VfB Friedrichshafen. Sie wurde über die 100-Meter-Strecke 1957 Zweite und 1958 Dritte der Deutschen Meisterschaften. In beiden Jahren wurde sie zudem jeweils Zweite über die 200-Meter-Strecke. Zudem nahm sie an Studentenweltmeisterschaften teil.
Im Jahr 1966 wurde Voß mit ihrer Dissertation Über das Formensehen der roten Waldameise (Formica rùfa-Gruppe) promoviert.
Anschließend war Voß von 1967 bis 1973 wissenschaftliche Assistentin am Anatomischen Institut der Universität Freiburg und habilitierte sich dort 1973 mit ihrer Schrift Zur Ultrastruktur der Blutzellen wirbelloser Tiere. Von 1973 bis 1975 war sie als Privatdozentin am Anatomischen Institut in Freiburg übernommen und war anschließend bis 1977 als Wissenschaftliche Rätin und Professorin am Anatomischen Institut der RWTH Aachen tätig.
Im Jahr 1977 trat Stang-Voß am Institut für Experimentelle Morphologie der Deutschen Sporthochschule Köln (DSHS) eine Professur an und wirkte dort in der Verbindung von Natur- und Sportwissenschaft. Zwischen 1985 und 1987 war sie Dekanin im Fachbereich Naturwissenschaften und Medizin. Von Mai 1987 bis Mai 1991 war Stang-Voß Rektorin der Sporthochschule und damit eine der ersten Frauen, die im Bundesland Nordrhein-Westfalen ein Rektorenamt ausübten. In ihre Amtszeit fielen unter anderem die Gründung des Instituts für Sportpublizistik sowie die Einführung des Sportökonomie-Zusatzstudiengangs.
Voß befasste sich in ihrer Forschungsarbeit unter anderem mit Nebenwirkungen von Anabolika, dem Einfluss von Sport auf das Immunsystem sowie der Leistungsfähigkeit der Frau. Gemeinsam mit Hans-Joachim Appell veröffentlichte sie 1986 in erster Auflage das Buch Funktionelle Anatomie: Grundlagen sportlicher Leistung und Bewegung.
Im November 2000 ging Stang-Voss in den Ruhestand. 2001 wurde sie mit der Silbernen Medaille der Deutschen Sporthochschule Köln ausgezeichnet.
Zwischen 1987 und 1991 saß sie im Vorstand des Deutschen Akademischen Austausch-Dienstes und von 1991 bis 1998 im Verwaltungsrat der Deutschen Welle.